# Шелаболиха (село)
Шелабо́лиха — село в Алтайском крае, административный центр Шелаболихинского района и Шелаболихинского сельсовета.

## География
Село находится в 86 км к западу от Барнаула на реке Обь и реке Шелаболиха (приток Оби). Высота над уровнем моря: 141 м.
Автомобильная дорога регионального значения Р380 (Новосибирск — Камень-на-Оби — Барнаул) проходит по краю села (на неё выходит улица Ленина).
Ближайшая железнодорожная станция Ребриха в 61 км от села. В радиусе от 7 до 27 км находится 21 село.

## История
Согласно данным Шелаболихинского краеведческого музея (ГАТО Ф263 оп.1 д.14 Исповедная роспись Введенской церкви Павловского завода на 1770 год), населенный пункт основан в 1750 году, (по другим данным — в 1747 году), когда медеплавильные и сереброплавильные заводы Акинфия Демидова перешли в собственность императорской казны. В это же время крестьяне массово переселялись на Алтай из центральной России (реформа П. А. Столыпина). Крестьяне пополняли число жителей, увеличивая рост сел, появлялись торговые лавки, купеческие дома, строили церкви и приходские школы, семинарии. Крестьяне из деревни были приписаны к заводам Горной Колывани и обязаны были поставлять необходимые материалы для завода (заготовка сена, дров, доставка руды, угля), или платить оброк в размере 6 руб. с души (средний душевой надел на землю — менее 15 десятин).

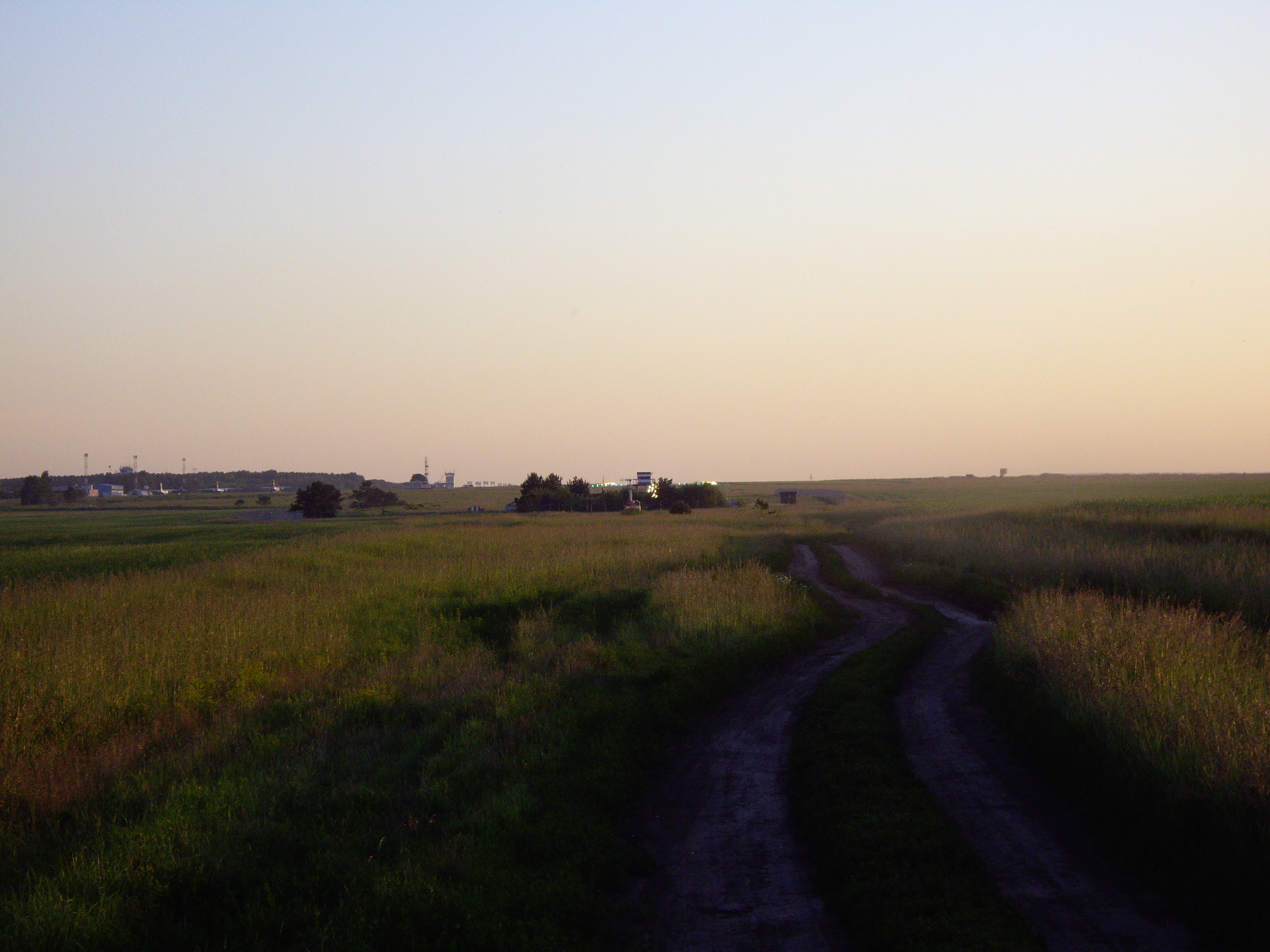
Деревенский пейзаж, поле.

## Население
| 1959  | 1989  | 1997  | 1998  | 1999  | 2000  | 2001  | 2002  | 2003  | 2004  |
| ----- | ----- | ----- | ----- | ----- | ----- | ----- | ----- | ----- | ----- |
| 4502  | ↘4059 | ↗4395 | ↗4403 | ↘4362 | ↗4373 | ↗4375 | ↗4496 | ↘4363 | ↘4342 |
| 2005  | 2006  | 2007  | 2008  | 2009  | 2010  | 2011  | 2012  | 2013  | 2014  |
| ↗4388 | ↘4370 | ↗4385 | ↘4380 | ↘4150 | ↘4006 | ↘3989 | ↘3916 | ↘3818 | ↘3782 |
| 2015  | 2016  | 2017  | 2018  | 2019  | 2020  | 2021  |       |       |       |
| ↘3780 | →3780 | ↗3805 | ↗3850 | ↗3865 | ↘3812 | ↘3398 |       |       |       |

## Экономика и социальная сфера
В селе работает крупный хлебоприемный пункт, есть хлебокомбинат, фермерские и другие сельхозпредприятия, колбасный и консервный цеха, база для заготовок, ремонтный цех для сельскохозяйственной техники, цех по приему и переработке муки и круп. Среди социальных объектов следует отметить медучреждения: ЦРБ и поликлиника, аптеки, туберкулёзная больница, две школы, дошкольные сады, ДЮСШ, ДШИ, историко-краеведческий музей, спортивная и музыкальная школы.

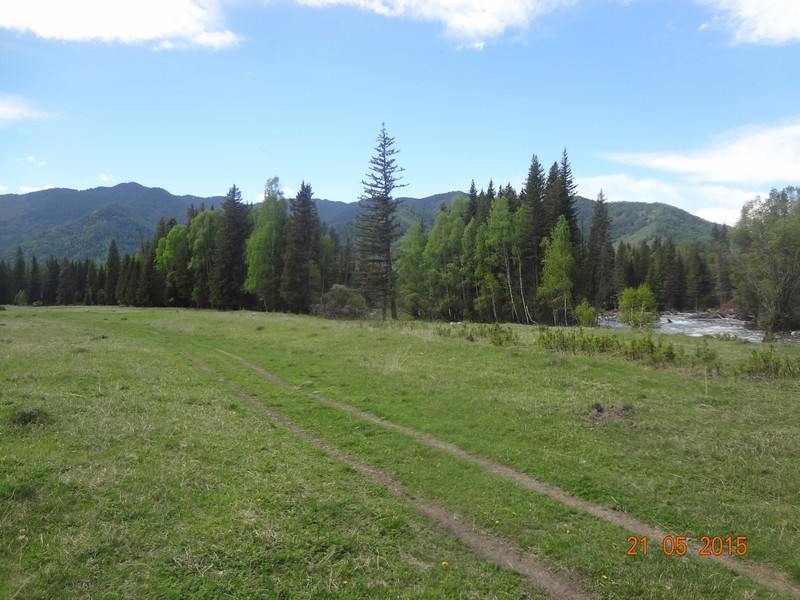
Алтайский край, 2015

## Церковь
Всем миром жители Шелаболихи строили в селе Храм в честь святых Апостолов Петра и Павла. Он был открыт и освящён в 1910 г.
- Во времена советской власти в 1929 году были сняты кресты и сброшены купола.
- В 1950 – 1953 годах в здании церкви находился клуб.
- 28 ноября 1989 года была организована православная община. Жители села собрали документы и обратились с просьбой возвратить храм верующим.
- В ноябре 1994 года прошло первое Богослужение.
- В 2003 году предприниматель, уроженец села Шелаболиха, а в дальнейшем глава Шелаболихинского района Орехов В. А., оплатил финансовые расходы.
- В ноябре 2004 года был совершен чин освящения храма.[20]

## Радио, телевидение, интернет
- 105,7 Радио России / ГТРК Алтай
- Интернет и цифровое телевидение[21]

## Музеи
- МУК «Шелаболихинский районный музей» работает с 1994 г. В коллекции музея находится более пяти тысяч восьмисот восьмидесяти предметов, четыре тысячи восемьсот десять предметов коллекции выставлены в экспозициях и входят в основные фонды музея. Полная коллекция музея — 5920 предметов[22]
- Центр русской традиционной культуры открыт в 2017 г.[23]